# 김미소 (1992년)
김미소(1992년 6월 9일~)는 대한민국의 모델 출신 배우이다.

## 생애
서울특별시에서 태어나 2005년에 잡지 《쎄씨》의 표지 모델로 데뷔했다. 2005년부터 2006년까지 슈어, 에꼴, 보그 코리아, 크리스찬 디올의 모델로 활동했고 2006년에 백지영의 노래 《사랑 안 해》의 뮤직비디오에서 정다빈과 함께 레즈비언 역할을 맡았다.
2008년에 방영된 MBC 드라마 《춘자네 경사났네》에서 고두심의 막내딸인 오다정 역할을 맡았고 2011년에 방영된 MBC 드라마 《폭풍의 연인》에서 이형숙 역할을 맡았다.

## 출연 작품
- 2007년 MBC 《메리대구 공방전》
- 2008년 MBC 《춘자네 경사났네》 - 오다정(고두심의 막내딸) 역
- 2010년 MBC 《폭풍의 연인》 - 이형숙 역 (조연)
- 2014년 네이버 웹 드라마 《후유증》

### 영화
- 2008년 《우리 생애 최고의 순간》 - 효명건설 선수 역 (단역)
- 2010년 《반가운 살인자》 - 첫 번째 희상자 역 (단역)
- 2011년 《초승달》 (주연)
- 2011년 《평범한 날들》 - <AMONG> 여고생 1 역 (단역)

### 뮤직비디오
- 2005년 에디 《그때는 왜 몰랐었는지》
- 2005년 빅마마 《소리》
- 2005년 백지영 《사랑 안 해》

## 광고
- 롯데제과 가나초콜릿
- 동원F&B 리챔
- KT 메가TV